# Дніпровська сільська рада (Кам'янсько-Дніпровський район)
| Дніпровська сільська рада — колишній орган місцевого самоврядування у Кам'янсько-Дніпровському районі Запорізької області з адміністративним центром у с. Дніпровка. Історична дата утворення: 1917 рік. Водоймища на території, підпорядкованій даній сільській раді: Каховське водосховище. Сільській раді були підпорядковані населені пункти: - с. Дніпровка - с. Мічуріна |

## Склад ради
Рада складалася з 20 депутатів та голови.
Партійний склад ради: Партія регіонів — 13, Самовисування — 3, Сильна Україна — 2, Народна Партія — 2.

### Керівний склад ради
| ПІБ                                 | Основні відомості                                                         | Дата обрання | Дата звільнення |
| ----------------------------------- | ------------------------------------------------------------------------- | ------------ | --------------- |
| Сідєльніков Володимир Володимирович | Сільський голова, 1962 року народження, освіта, безпартійний              | 26.03.2006   | 31.10.2010      |
| Риболов Віктор Андрійович           | Сільський голова, 1952 року народження, освіта вища, член Партії регіонів | 31.10.2010   |                 |

Примітка: таблиця складена за даними джерела